# Йиг
Йиг (англ. Yig) — древний бог в произведениях американского писателя Говарда Филлипса Лавкрафта и последователей «Мифов Ктулху». Впервые появился в рассказе «Проклятие Йига» (1928), написанном в соавторстве с Зилией Бишоп и почти полностью переписанном Лавкрафтом. Йиг часто упоминается в повести «Курган» (1930), также написанном с Зелией Бишоп. После Йиг упоминается в повести «Шепчущий во тьме» (1930) и рассказах «Электрический палач» (1929), и «Вне времени» (1933). Лавкрафт упоминает Йига всего несколько раз и очень мало сообщает о нем.

## Йиг в творчестве Лавкрафта
Йиг — носит титулы «Отец Змей», «Змеедьявол» (англ. Father of snakes, Snake-Devil) — полуантропоморфное божество, в виде человека-змея или гигантского змея с крыльями как у летучей мыши. С древних времен ему поклоняются индейские племена в Центральной Америке и западе США. Йиг яростно защищает змей и наказывает любого, кто посмел причинить им вред. Посылает приспешников-змей, своих детей, чтобы уничтожить врагов и обратить их в змей. Индейцы проводят ритуалы, чтобы умилостивить Йига. Для индейцев Йиг считается «плохой магией», а «проклятье Йига» принимает форму безумия, в результате которого человек превращается в змеелюдей. Индейцам известно заклинание защищающее от проклятия Йига.

В рассказе «Проклятие Йига» Лавкрафт так описывает Йига:
Йиг, бог-змей племен центральных равнин — предположительно первичный источник южных легенд о Кецалькоатле или Кукулкане — странный, частично антропоморфный демон чрезвычайно произвольной и непостоянной природы. Йиг наполовину человекообразный отец змей, является жуткой, пугающей фигурой в центральной Оклахоме. Йиг не являлся абсолютным злом и обыкновенно был весьма расположен к тем, кто выполнял обряды в честь его и его детей — змей. Но осенью, когда созревает урожай кукурузы, он становился необычно прожорливым, и его можно задобрить лишь посредством особых ритуалов. Вот почему тамтамы в областях Поуни, Вичита и Каддо неделями не прекращали рокотать в августе, сентябре и октябре, и вот почему шаманы издавали странные шумы с помощью трещоток и свистков, весьма похожих на те, что использовали ацтеки и майя. Ужасные тайные истории намекали на месть Йига тем смертным, что глумились над змеями или причиняли ущерб его извивающемуся народу.
В повести «Курган» жители подземного города К’нан проводят ритуалы Йигу наряду с внеземными божествами. В культе служат жрецы Йига. Ритуалы Йига особенно отвратительны:
Храмы, воздвигнутые в честь Великого Ктулху, которого древние представляли в образе головоногого чудовища, были самыми богатыми зданиями в К’нан. По обилию золота и серебра им почти не уступали загадочным святилищам Йига, прародителя жизни, как символ Отца Змея.
В рассказе «Электрический палач», написанном вместе с Адольфом Де Кастро, Лавкрафт упоминает индейских божеств, но Йига ставит в ряд с внеземными божествами.
В повести «Шепчущий во тьме» Лавкрафт упоминает Йига и прочих внеземных божеств, которые описаны в «Некрономиконе».
В рассказе «Вне времени» Лавкрафт упоминает Йига среди внеземных божеств.

### Культ
Лавкрафт упоминает культ Йига (англ. Cult of Yig) в повести «Курган». Культ распространен в подземном городе К’нан и, возможно, был известен в мире Йот, где обитала раса людей-ящеров. Княне проводят ритуалы Йигу наряду с внеземными божествами. Некоторые маги служат Йигу в обмен на материальные блага; его умилостивляют жертвоприношением живых существ. Возможно, некоторые последователи подчинят ему свое сознании. В некоторых индейских племенах живут потомки Йига, которые имеют человеческий облик до совершеннолетия, а затем они принимают гибридную форму человека и рептилии. 

## Вдохновение
Йиг упоминается якобы включенным в мифологию индейцев, наряду с мезоамериканским божеством Кецалькоатлем, которого называют «оперённый змей», чьи корни в «Культе Змей» в мезоамерике уходят в глубокую древность. Кецалькоатлю противостоит Тирава, которого называют «Наш Отец наверху» (также упоминается Лавкрафтом). Однако, Йиг упоминается наряду с Кецалькоатлем и, вероятно, является его более древним прототипом.
В мифологии Древнего Египта змей Апоп опоясывает мир кольцом, изображающийся как василиск и дракон, который может быть прообразом Йига.
В фольклоре разных народов образ змеи часто связан с магией и проклятием.

## Другие авторы
Последователи «Мифов Ктулху» иначе изображают Йига, добавляя множество новых подробностей. 

### Роберт Говард
Роберт Говард описывает стигийского бога-змея Сета в цикле о Конане, а также с Великого Змея, которому поклоняются змеелюди Валусии из цикла о Кулле. Некоторые авторы идентифицируют Сета как отца Йига. Лавкрафт не упоминал змеелюдей в своем творчестве, но ссылался на змеелюдей Валусии из творчества Роберта Говарда.

### Август Дерлет
Август Дерлет упоминает Йига в романе «Затаившийся у порога».

### Дональд Тайсон
Дональд Тайсон в повести «Некрономикон. Странствия Абдула Аль Хазреда» пишет:
Змея не является коренным жителем нашей Земли, но была принесена сюда из звездных пространств Йигом перед пробуждением нашей расы, как существо для развлечения и разнообразия и как напоминание о мире, где он вырос, поскольку форма змеи — это форма этого бога, его истинная форма, поскольку он иногда ходит в виде человека с головой змеи, но это — только облик который он принимает для общения с людьми. В своей подлинной форме он ползает на животе и не имеет конечностей…

### Энн К. Швадер
Энн К. Швадер связывает Йига родством с змееподобным божеством Коатликуэ в рассказе «Трещетка и ей улыбка», где сказано, что у Йига мало храмов, часто ему поклоняются на лесной поляне, в кругу стоячих камней или в устье пещеры.

### Майкл Дзесински
Майкл Дзесински создает божество Маппо но Рюджин, как мать Йига.

### Ллевеллин М. Кабос
Ллевеллин М. Кабос пишет, что Йиг принимает облик большого человека-змея, а иногда и огромного восточного дракона, и является потомком великого дракона Маппо-но Рюдзина (Mappo no Ryujin), который обитает под континентом Му. Йиг пришёл на Землю много веков назад из мира Зандануа (Zandanua), где до сих пор обитает его брат Рокон (Rokon). Когда появился Йиг, он был ответственен за создание рептилий, насекомых и, по мнению некоторых, человечества. Йиг теперь живёт в Яме Нгот (Pit of Ngoth) в пещерах Йота (Yoth) или, возможно, в подземной стране К'н-ян (K'n-yan).  Йиг и Ньярлатхотеп считаются соперниками в "Некрономиконе". У него также могут быть связи с Наг и Йеб. Йиг посылает своих аватаров на Землю, которые пероиодически  впадают в спячку.

### Появляется в произведениях
- «Змеиная ферма» (англ. The Snakefarm) Джеймс Амбюэль
- «Куда ступит Бог» (англ. Where a God Shall Tread) Аниоловский
- «Цвет из-за пределов» (англ. The Color from Beyond) Кабос
- «Месть Йига» (англ. The Vengeance of Yig) Лин Картер
- «Тайны Японии» (англ. Secrets of Japan) Дзесинский
- «Погоня за Кадатом» (англ. Pursuit to Kadath) Галлахер
- «Весы правосудия» (англ. Scales of Justice) Макки
- «Вкус змеиного меда» (англ. Taste of Snake's Honey) Мацудоно
- «Шутка Йига» (англ. The Jest of Yig) Уэбб
- «Где ходит Гидра» (англ. Where Yidhra Walks) Уолтер С. ДеБилл мл.

## В культуре

### Настольные игры
Йиг появляется в настольной игре Dungeons & Dragons от Arcanis. Йигу когда-то поклонялась Ссетрегорская империя, существа ящерицы и змееподобные существа. Здесь Йиг является женским божеством.
Йиг появляется в настольной игре «Ужас Аркхема» от Fantasy Flight Games Йиг является одним из Древних, который появляясь вместе с Древними, такими как Ктулху и Ньярлатхотеп.
Йиг появляется в настольной игре Pathfinder Roleplaying Game.

### Комиксы
Алан Мур описывает Йига в комиксах «Обитающий во тьме и другие гротескные видения # 1».

### Музыка
Рок-группа GWAR упоминает Йига как героя песни под названием «Horror of Yig» из альбома «Scumdogs of the Universe».
Рок группа The Darkest of the Hillside Thickets, известная своими отсылками к Лавкрафту, упоминает Йига в песне под названием «Yig Snake Daddy».